# Confédération générale des travailleurs du Bénin
La Confédération générale des travailleurs du Bénin est un syndicat du Bénin, dont le secrétaire général est Pascal Todjinou.
Il est affilié à la Confédération syndicale internationale.

## Secrétaire généraux successifs
2016: Bachabi Moudassirou; 
2008-2016: Pascal Todjinou;